# Darius Bowman
Darius Bowman è un personaggio immaginario e il protagonista delle due serie animate su Netflix (Jurassic World - Nuove avventure e Jurassic World - Teoria del caos) del franchise di Jurassic Park. Darius è un giovane campeggiatore che dopo aver vinto un gioco online, ideato dalla InGen, entra nel Campo Cretaceo, e il leader del gruppo di ragazzi, noto come i "Sei di Nublar". Il personaggio è doppiato in lingua originale da Paul-Mikel Williams ed in quella italiana da Vittorio Thermes.

## Biografia del personaggio
Darius è nato nel 2003, è il figlio secondogenito di Frederick Bowman e della signora Bowman, ed è il fratello minore di Brandon Bowman. Fin da piccolo ha un profondo interesse per i dinosauri, probabilmente influenzato dal padre Frederick. Lui e il padre aveva uno forte legame e anche il sogno di andare al Jurassic World insieme. Purtroppo il padre di Darius si ammalò gravemente e alla fine morì. Nonostante la perdita Darius rimane fedele alla promessa fatta al padre di andare avanti. Inoltre uno dei suoi più grandi idoli è il paleontologo Alan Grant.

### Jurassic World - Nuove avventure(2020-2022)
Darius è un ragazzo saggio, introverso e appassionato di dinosauri. All'inizio faceva fatica a relazionarsi con gli altri giovani compagni del Campo Cretaceo perché è il più giovane del gruppo e apparentemente l'unico interessato veramente ai dinosauri. Prima sembra entrare in conflitto con Kenji ma dopo che i due si sono aiutati a vicenda in innumerevoli situazioni, successivamente Kenji e Darius fanno pace diventando amici. Non sembrava andare d'accordo neanche con Brooklynn a causa del suo disinteresse per i dinosauri e della concentrazione sui suoi social media, hanno iniziato a legare dopo essere stati salvati da una fossa di sabbie mobili. Quando L'Indominus rex è fuggito e i ragazzi si sono ritrovati soli, Darius si è fatto carico di guidarli, malgrado non fosse sicuro e non sapesse cosa fare per ogni situazione. Darius ha mostrato coraggio nel proteggere gli altri ma nel momento in cui erano saliti sulla monorotaia per recarsi al molo principale, Ben venne attaccato da uno pteranodonte per poi cadere nella giungla sottostante alla monorotaia. 
Dopo aver perso l'opportunità di scappare dall'isola, i campeggiatori vanno alla ricerca di un radiofaro di emergenza che si trova nella main street. Darius e gli altri ragazzi di campo cretaceo trovano una coppia di ecoturisti; Mitch e tiff e la loro guida Hap. I sei Iniziano a legare con Mitch e Tiff, anche se Darius e Brooklynn litigano perché lei crede che i due ecoturisti in realtà siano dei cacciatori di taglie grosse. Alla fine Darius si scusa con Brooklynn per non averla ascoltata, e infine si ricongiungerà anche con un amico perduto da tempo che credeva morto.
Nella terza stagione litiga con Ben che vuole rimanere sull'isola di Isla Nublar con Bumpy, e Kenji si arrabbia con lui per avere messo in pericolo la vita di Brooklynn. 
I campeggiatori arrivano su un'isola sconosciuta, dove incontra la Dr. Mae Turner che gli promette di portarli via dall'isola, ma i sei decidono di rimanere sull'isola per aiutarla a gestire i dinosauri. Sull'isola scoprono che il capo della dottoressa vuole organizzare combattimento tra dinosauri e Kash cattura Darius e questo gli dice che è sopravvissuto a Isla Nublar e nutre il suo ego per guadagnare la sua fiducia.

### Jurassic World - Teoria del caos(2024-2025)
Darius si trasferisce in una baita in mezzo al bosco e vive frastornato dall'apparente morte della povera Brooklynn, perché pensa che lui sia il colpevole. Lavorava al dipartimento per proteggere le persone dai dinosauri. Inoltre dopo la presunta morte dell'amica litiga con Kenji perché lui lo ritiene responsabile. Dopo la morte del padre di Kenji, i due si riconcilieranno.

## Caratterizzazione
Darius ha gli occhi castano, la pelle scura e i capelli neri corti e ricci. Indossa una giacca con cappuccio gialla e nera che poi viene perduta, in seguito è stata sostituita da una maglietta bianca . Indossa anche Jeans azzurri, scarpe da ginnastica bianche e nere e una collana con denti di raptor.